# Petar Kunić
Petar Kunić (ur. 15 lipca 1993 w Drvarze) – bośniacki piłkarz występujący na pozycji napastnika w bośniackim klubie Zrinjski Mostar.

## Kariera klubowa

### FK Borac Banja Luka
W 2010 roku podpisał kontrakt z klubem FK Borac Banja Luka. Zadebiutował 23 maja 2010 w meczu Premijer ligi przeciwko FK Olimpik Sarajewo (0:2). Pierwszą bramkę zdobył 9 maja 2012 w meczu ligowym przeciwko NK GOŠK Gabela (6:0).

### FK Dukla Praga
15 lutego 2013 przeszedł do drużyny FK Dukla Praga.

### FK Radnik Bijeljina
13 lipca 2014 został wysłany na wypożyczenie do zespołu FK Radnik Bijeljina. Zadebiutował 3 sierpnia 2014 w meczu Premijer ligi przeciwko NK Široki Brijeg (2:0). Pierwszą bramkę zdobył 17 września 2014 w meczu Pucharu Bośni i Hercegowiny przeciwko NK Čelik Zenica (1:5).

### FK Rudar Prijedor
1 lipca 2015 podpisał kontrakt z klubem FK Rudar Prijedor. Zadebiutował 25 lipca 2015 w meczu Premijer ligi przeciwko FK Mladost Doboj Kakanj (3:0). Pierwszą bramkę zdobył 5 grudnia 2015 w meczu ligowym przeciwko FK Olimpik Sarajewo (6:2).

### FK Novi Pazar
22 lipca 2016 przeszedł do drużyny FK Novi Pazar. Zadebiutował 30 lipca 2016 w meczu Super liga Srbije przeciwko Javorowi Ivanjica (1:1).

### FK Borac Banja Luka
1 lutego 2017 podpisał kontrakt z zespołem FK Borac Banja Luka. Zadebiutował 11 marca 2017 w meczu Prva liga RS przeciwko FK Tekstilac Derventa (0:1). Pierwszą bramkę zdobył 18 marca 2017 w meczu ligowym przeciwko FK Rudar Prijedor (2:0). W sezonie 2016/17 jego zespół zajął pierwsze miejsce w tabeli i awansował do najwyższej ligi. W Premijer lidze zadebiutował 23 lipca 2017 w meczu przeciwko NK Čelik Zenica (2:0). Pierwszą bramkę w lidze zdobył 17 września 2017 w meczu przeciwko FK Radnik Bijeljina (1:0).

### AE Larisa
5 sierpnia 2018 przeszedł do klubu AE Larisa. Zadebiutował 25 sierpnia 2018 w meczu Superleague Ellada przeciwko Apollonowi Smyrnis (0:1).

### Zrinjski Mostar
22 sierpnia 2019 podpisał kontrakt z drużyną Zrinjski Mostar. Zadebiutował 28 sierpnia 2019 w meczu Premijer ligi przeciwko FK Zvijezda 09 (3:0). Pierwszą bramkę zdobył 2 października 2019 w meczu Pucharu Bośni i Hercegowiny przeciwko FK Sloboda Tuzla (2:0). Pierwszą bramkę w Premijer lidze zdobył 26 października 2019 w meczu przeciwko FK Željezničar (2:1).

## Kariera reprezentacyjna

### Bośnia i Hercegowina U-21
W 2012 roku otrzymał powołanie do reprezentacji Bośni i Hercegowiny U-21. Zadebiutował 14 listopada 2012 w meczu towarzyskim przeciwko reprezentacji Polski U-21 (0:0). Pierwszą bramkę zdobył 26 marca 2013 w meczu towarzyskim przeciwko reprezentacji Macedonii Północnej U-21 (5:0).

## Statystyki

### Klubowe
(aktualne na dzień 5 lutego 2021)
| Klub                            | Sezon              | Liga               | Liga  | Liga   | Puchar kraju | Puchar kraju | Europa | Europa | Suma  | Suma   |
| Klub                            | Sezon              | Liga               | Mecze | Bramki | Mecze        | Bramki       | Mecze  | Bramki | Mecze | Bramki |
| ------------------------------- | ------------------ | ------------------ | ----- | ------ | ------------ | ------------ | ------ | ------ | ----- | ------ |
| FK Borac Banja Luka             | 2009/10            | Premijer liga      | 1     | 0      | 0            | 0            | –      | –      | 1     | 0      |
| FK Borac Banja Luka             | 2011/12            | Premijer liga      | 9     | 4      | 0            | 0            | 0      | 0      | 9     | 4      |
| FK Borac Banja Luka             | 2012/13            | Premijer liga      | 10    | 2      | 0            | 0            | 1      | 0      | 11    | 2      |
| FK Borac Banja Luka             | Ogólnie            | Ogólnie            | 20    | 6      | 0            | 0            | 1      | 0      | 21    | 6      |
| FK Borac Banja Luka (wyp.)      | 2013/14            | Premijer liga      | 10    | 2      | 0            | 0            | –      | –      | 10    | 2      |
| FK Borac Banja Luka (wyp.)      | Ogólnie            | Ogólnie            | 10    | 2      | 0            | 0            | 0      | 0      | 10    | 2      |
| FK Radnik Bijeljina (wyp.)      | 2014/15            | Premijer liga      | 5     | 0      | 1            | 1            | –      | –      | 6     | 1      |
| FK Radnik Bijeljina (wyp.)      | Ogólnie            | Ogólnie            | 5     | 0      | 1            | 1            | 0      | 0      | 6     | 1      |
| FK Sloboda Mrkonjić Grad (wyp.) | 2014/15            | Prva liga RS       | 1     | 1      | 0            | 0            | –      | –      | 1     | 1      |
| FK Sloboda Mrkonjić Grad (wyp.) | Ogólnie            | Ogólnie            | 1     | 1      | 0            | 0            | 0      | 0      | 1     | 1      |
| FK Rudar Prijedor               | 2015/16            | Premijer liga      | 25    | 2      | 0            | 0            | –      | –      | 25    | 2      |
| FK Rudar Prijedor               | Ogólnie            | Ogólnie            | 25    | 2      | 0            | 0            | 0      | 0      | 25    | 2      |
| FK Novi Pazar                   | 2016/17            | Super liga Srbije  | 5     | 0      | 0            | 0            | –      | –      | 5     | 0      |
| FK Novi Pazar                   | Ogólnie            | Ogólnie            | 5     | 0      | 0            | 0            | 0      | 0      | 5     | 0      |
| FK Borac Banja Luka             | 2016/17            | Prva liga RS       | 15    | 8      | 0            | 0            | –      | –      | 15    | 8      |
| FK Borac Banja Luka             | 2017/18            | Premijer liga      | 29    | 12     | 2            | 3            | –      | –      | 31    | 15     |
| FK Borac Banja Luka             | Ogólnie            | Ogólnie            | 44    | 20     | 2            | 3            | 0      | 0      | 46    | 23     |
| AE Larisa                       | 2018/19            | Superleague Ellada | 12    | 0      | 1            | 0            | –      | –      | 13    | 0      |
| AE Larisa                       | Ogólnie            | Ogólnie            | 12    | 0      | 1            | 0            | 0      | 0      | 13    | 0      |
| Zrinjski Mostar                 | 2019/20            | Premijer liga      | 14    | 2      | 3            | 1            | 0      | 0      | 17    | 3      |
| Zrinjski Mostar                 | 2020/21            | Premijer liga      | 9     | 0      | 2            | 2            | 0      | 0      | 11    | 2      |
| Zrinjski Mostar                 | Ogólnie            | Ogólnie            | 23    | 2      | 5            | 3            | 0      | 0      | 28    | 5      |
| Ogólnie w karierze              | Ogólnie w karierze | Ogólnie w karierze | 145   | 33     | 9            | 7            | 1      | 0      | 155   | 40     |

### Reprezentacyjne
| Reprezentacja             | Rok     | Mecze | Bramki |
| ------------------------- | ------- | ----- | ------ |
| Bośnia i Hercegowina U-21 |         |       |        |
| 2012                      | 1       | 0     |        |
| 2013                      | 2       | 1     |        |
| Ogólnie                   | Ogólnie | 3     | 1      |

| Mecze i gole w reprezentacji | Mecze i gole w reprezentacji | Mecze i gole w reprezentacji | Mecze i gole w reprezentacji | Mecze i gole w reprezentacji | Mecze i gole w reprezentacji | Mecze i gole w reprezentacji | Mecze i gole w reprezentacji |
| Lp.                          | Data                         | Miejsce                      | Gospodarz                    | Gość                         | Wynik                        | Gol                          | Rozgrywki                    |
| ---------------------------- | ---------------------------- | ---------------------------- | ---------------------------- | ---------------------------- | ---------------------------- | ---------------------------- | ---------------------------- |
| 1.                           | 14.11.2012                   | Zenica                       | Bośnia i Hercegowina U-21    | Polska U-21                  | 0:0                          |                              | Mecz towarzyski              |
| 2.                           | 26.03.2013                   | Sarajewo                     | Bośnia i Hercegowina U-21    | Macedonia Północna U-21      | 5:0                          | Gol                          | Mecz towarzyski              |
| 3.                           | 04.06.2013                   | Tuzla                        | Bośnia i Hercegowina U-21    | Serbia U-21                  | 1:1                          |                              | Mecz towarzyski              |

## Sukcesy

### FK Borac Banja Luka
- Mistrzostwo Prva liga RS (1×): 2016/2017